# Torbjørn Løkken
Torbjørn Løkken (Gjøvik, 28 giugno 1963) è un ex combinatista nordico norvegese.

## Biografia
Originario di Biri di Gjøvik e vincitore di medaglie iridate, Torbjørn Løkken ottiene il suo primo risultato di rilievo in  Coppa del Mondo il 15 dicembre 1984 a Planica nell'allora Jugoslavia giungendo 8º in una Gundersen. Il 13 dicembre 1986 conquista il suo primo successo individuale in Coppa del Mondo sulle nevi di Canmore in Canada.
Nel 1987 partecipa ai Mondiali di Oberstdorf, in Germania, aggiudicandosi due medaglie, l'oro nell'individuale e l'argento nella gara a squadre. Nella stessa stagione vince anche la Coppa del Mondo assoluta. Si congeda dall'attività agonistica il 16 dicembre 1989 con un 9º posto ottenuto a St. Moritz, in Svizzera, in una Gundersen.

## Palmarès

### Mondiali
- 2 medaglie:
  - 1 oro (individuale a Oberstdorf 1987)
  - 1 argento (gara a squadre a Oberstdorf 1987)

### Coppa del Mondo
- Vincitore della Coppa del Mondo nel 1987
- 9 podi:
  - 5 vittorie
  - 2 secondi posti
  - 2 terzi posti

#### Coppa del Mondo - vittorie
| Data             | Località     | Nazione  | Trampolino         | Spec.       |
| ---------------- | ------------ | -------- | ------------------ | ----------- |
| 13 dicembre 1986 | Canmore      | Canada   | Alberta K89        | IN NH/15 km |
| 17 gennaio 1987  | Autrans      | Francia  | Le Claret K90      | IN NH/15 km |
| 6 marzo 1987     | Falun        | Svezia   | Lugnet K89         | IN NH/15 km |
| 9 gennaio 1988   | Sankt Moritz | Svizzera | Olympiaschanze K94 | IN NH/15 km |
| 18 marzo 1988    | Oslo         | Norvegia | Holmenkollen K105  | IN LH/15 km |

Legenda:

IN = individuale Gundersen

NH = trampolino normale

LH = trampolino lungo